# Staufelsberg (Wartburgkreis)
Der Staufelsberg ist ein mit Mischwald bestockter Berg und gehört zur Gemarkung Wolfmannsgehau in der Stadt Treffurt im nordwestlichen Teil des Wartburgkreises. Westlich des Berges verläuft ein kurzer Abschnitt der hessisch-thüringischen Landesgrenze bei Rittmannshausen. Unterhalb des Staufelsberges lag in einem winzigen Seitental an der Landesgrenze die Kleinsiedlung Thüringertal.
Wegen seiner Grenzlage war der Staufelsberg ein ideales Versteck für Schmuggler und wurde auch in den Jahren der „Grünen Grenze“ von Flüchtlingen aus der Sowjetischen Besatzungszone (SBZ) für den Grenzübertritt genutzt. Um den Berg zu sichern, wurden durch die in Creuzburg, dann Ifta stationierte Grenzpolizei, später Grenztruppen der DDR, strenge Kontrollmaßnahmen durchgeführt. In den 1970er Jahren erhielten die Orte Ifta und Wolfmannsgehau im 500-Meter-Schutzstreifen von Wachhunden gesicherte Sperrwerke. Das ständige Bellen und Kläffen der oft hungrigen Hunde war für die wenigen in Wolfmannsgehau verbliebenen, meist älteren Bewohner eine enorme nervliche Belastung.